# Arkadi Filipenko
Arkadi Dmitriétvitx Filipenko rus: Аркадий Дмитриевич Филиппе́нко, ucraïnès: Аркадій Дмитрович Філіпенко, Arkadi Dmítrovitx Filipenko (Pusxa-Vodítsia, ara part de Kíiv, 1912-1983) fou un compositor soviètic i Artista del Poble de l'RSS d'Ucraïna. El seu pare fou el també compositor Vitali Filipenko
En ser el primer fill del matrimoni, passà gran quantitat del seu temps a l'aire lliure amb el seu avi, un pastor que mentre treballava en els moments lliures tocava una gaita similar a la suïssa. Aquest instrument fou el primer instrument que aprengué a tocar. En l'escola primària, conegué la guitarra, la mandolina i la balalaica i que toca en l'orquestra de l'escola.
El 1926 amb 13 anys, Filipenko començà a l'escola de formació professional i es graduà en un curs complet de transport fluvial. Després de la seva graduació començà a treballar en una fàbrica de construcció naval. En el seu temps lliure, actuà i dirigí teatres d'afeccionats, lloc on va rebre l'atenció del compositor Ilià Vilenski, el qual feia de director d'una escola de música local.
Vilenski convidà en Filipenko a assistir a l'escola, i allà fou on Filipenko aprengué a tocar el piano i estudià teoria musical i composició, mentre que al mateix temps segui treballant com a torner del metall en la fàbrica de construcció naval.
Donat que avançava ràpidament, Vilenski l'envià a l'Institut de Música de Lissenko, la més important escola de música d'Ucraïna i la precursora del Conservatori de Kíev.
En un principi només estudiava de nit, però finalment va obtenir permís per estudiar a temps complet.
Els seus mestres principals foren Levkó Revutski, Víktor Kossenko i Borís Liatoixinski. Després de graduar-se a l'Institut el 1939, fou enrolat immediatament en l'Exèrcit Roig, on va romandre en l'orquestra militar durant tota la Segona Guerra Mundial.
Després de la guerra, Filipenko retornà a Kíev, on exercí la carrera com a compositor, i va guanyar el Premi Stalin de segon grau el 1949, pel seu Segon quartet de Cordes, el qual evocava les lluites del poble soviètic durant la contesa.
Filipenko ajudà a organitzar els compositors d'Ucraïna dintre de la Unió i a mitjans del decenni de 1950 desenvolupà els càrrecs de secretari executiu de la Unió de Compositors Soviètics i vicepresident de la Unió Nacional de Compositors d'Ucraïna.
Va escriure per a quasi tots els gèneres i deixà diverses simfonies, una òpera, nou obres de música de cambra (entre elles tres quartets per a corda), i més de 500 cançons. Tal vegada fou més conegut a la Unió Soviètica com un compositor de cinema.